# Kansallinen Liiga
Kansallinen Liiga (Dansk: Nationale liga) er den bedste kvindelige fodboldrække i Finland. Ligaen blev oprettet i 1974, men har siden skiftet navn tre gange, senest i 2020.
PK-35 Vantaa har vundet finske mesterskab fire gange, mens Helsingin Jalkapalloklubi har vundet mesterskabet hele 23. gange.

## Liste over vindere

### Kansallinen Liiga fra 2020
- 2020 – Åland United
- 2021 – KuPS
- 2022 – KuPS
- 2023 – KuPS
- 2024 – HJK

### Naisten Liiga vindere af 2007–2019
- 2007 – FC Honka
- 2008 – FC Honka
- 2009 – Åland United
- 2010 – PK-35 Vantaa
- 2011 – PK-35 Vantaa
- 2012 – PK-35 Vantaa
- 2013 – Åland United
- 2014 – PK-35 Vantaa
- 2015 – PK-35 Vantaa
- 2016 – PK-35 Vantaa
- 2017 – FC Honka[3]
- 2018  – PK-35 Vantaa
- 2019 – Helsingin Jalkapalloklubi

### Naisten SM-sarja vindere fra 1971–2006
- 1971 – Helsingin Jalkapalloklubi
- 1972 – Helsingin Jalkapalloklubi
- 1973 – Helsingin Jalkapalloklubi
- 1974 – Helsingin Jalkapalloklubi
- 1975 – Helsingin Jalkapalloklubi
- 1976 – Kemin Into
- 1977 – Kemin Into
- 1978 – TPS Turku
- 1979 – Helsingin Jalkapalloklubi
- 1980 – Helsingin Jalkapalloklubi
- 1981 – Helsingin Jalkapalloklubi
- 1982 – Puotinkylän Valtti
- 1983 – Puotinkylän Valtti
- 1984 – Helsingin Jalkapalloklubi
- 1985 – Kaunis Nainen Futis
- 1986 – Helsingin Jalkapalloklubi
- 1987 – Helsingin Jalkapalloklubi
- 1988 – Helsingin Jalkapalloklubi
- 1989 – PP-Futis
- 1990 – Helsinki United
- 1991 – Helsingin Jalkapalloklubi
- 1992 – Helsingin Jalkapalloklubi
- 1993 – Kontulan Urheilijat
- 1994 – Malmin Palloseura
- 1995 – Helsingin Jalkapalloklubi
- 1996 – Helsingin Jalkapalloklubi
- 1997 – Helsingin Jalkapalloklubi
- 1998 – Helsingin Jalkapalloklubi
- 1999 – Helsingin Jalkapalloklubi
- 2000 – Helsingin Jalkapalloklubi
- 2001 – Helsingin Jalkapalloklubi
- 2002 – FC United
- 2003 – Malmin Palloseura
- 2004 – FC United
- 2005 – Helsingin Jalkapalloklubi
- 2006 – FC Honka